# Седельный меч
Седельный меч — кавалерийский меч (может классифицироваться как шпага) с длиной клинка 90-100 см, как правило весил 1,5-1,7 кг, его было принято держать в ножнах, присоединённых к седлу.
Седельный меч сохранял типичный для мечей баланс, тем не менее приёмы применения его в бою были не характерны для обычного меча. К рубящему оружию седельные мечи можно было отнести с большой натяжкой, за исключением разве что «испанского» варианта седлового меча из толедского дамаска. Узкий клинок не создавал возможности для мощного рубящего удара, поэтому данным мечом наносили как правило колющие удары, более свойственные шпагам.
Гарда седельных мечей могла быть как открытой, так и закрытой, хотя большинство было именно открытыми из-за возможности в таком случае противодействия ударам мечей и сабель противника. Несмотря на большую конкуренцию со стороны сабель и палашей, седельные мечи (возможно, из-за своего роскошного декорирования) продолжали использоваться в Европе и России до конца XVII века.